# Campanacella hamiltonella
Campanacella hamiltonella är en insektsart som först beskrevs av John Obadiah Westwood 1867.  Campanacella hamiltonella ingår i släktet Campanacella och familjen fångsländor. Inga underarter finns listade i Catalogue of Life.